# Marushka van Olst
Marushka van Olst (15 juli 2001) is een voormalig Nederlands voetbalster die uitkwam voor PEC Zwolle in de Vrouwen Eredivisie.  

## Carrière
In 2015 maakte ze de overstap van haar jeugdclub SV Gramsbergen naar Eredivisionist FC Twente. Na de opheffing van de jeugd bij de Enschedese club stapte ze over naar PEC Zwolle. Het was in een oefenduel in januari 2018 dat Marushka als speelster van het beloftenteam haar kruisband afscheurde. Na een jaar van revalideren maakte ze haar rentree in februari 2019 in een uitwedstrijd tegen de beloften van ADO Den Haag. Op 23 augustus 2019 maakte ze haar basisdebuut in de hoofdmacht tegen ADO Den Haag. De wedstrijd ging verloren met 2–4. In de zomer van 2020 onderging Marushka een operatie aan haar meniscus. Dit bleek nog een nasleep van haar eerdere kruisbandblessure. Op dinsdag 2 maart 2021 maakte ze haar rentree als basisspeelster. Een kleine 2 weken later scoorde ze op zondag 14 maart in Amsterdam de enige goal tegen Ajax. (0–1)
In 2022 liep Van Olst een zware knieblessure op. Ondanks deze blessure, besloot PEC Zwolle haar contract te verlengen. Begin 2024 was Van Olst op de weg terug. Ze kreeg echter met een terugslag te maken. Van Olst maakte in maart 2024 bekend dat ze vanwege blessureleed heeft besloten te stoppen met voetballen op het hoogste niveau.

### Carrièrestatistieken
| Seizoen         | Club            | Land            | Competitie         | Competitie | Competitie | Beker | Beker | Internationaal | Internationaal | Overig | Overig | Totaal | Totaal |
| Seizoen         | Club            | Land            | Competitie         | Wed.       | Dlp.       | Wed.  | Dlp.  | Wed.           | Dlp.           | Wed.   | Dlp.   | Wed.   | Dlp.   |
| --------------- | --------------- | --------------- | ------------------ | ---------- | ---------- | ----- | ----- | -------------- | -------------- | ------ | ------ | ------ | ------ |
| 2019/20         | PEC Zwolle      | Nederland       | Vrouwen Eredivisie | 12         | 0          | 1     | 2     | –              | –              | 5      | 3      | 18     | 5      |
| 2020/21         | PEC Zwolle      | Nederland       | Vrouwen Eredivisie | 18         | 4          | 1     | 0     | –              | –              | 4      | 1      | 23     | 5      |
| 2021/22         | PEC Zwolle      | Nederland       | Vrouwen Eredivisie | 24         | 5          | 2     | 1     | –              | –              | –      | –      | 26     | 6      |
| 2022/23         | PEC Zwolle      | Nederland       | Vrouwen Eredivisie | 4          | 1          | 0     | 0     | –              | –              | –      | –      | 4      | 1      |
| 2023/24         | PEC Zwolle      | Nederland       | Vrouwen Eredivisie | 0          | 0          | 0     | 0     | –              | –              | –      | –      | 0      | 0      |
| Carrière totaal | Carrière totaal | Carrière totaal | Carrière totaal    | 58         | 10         | 4     | 3     | 0              | 0              | 9      | 4      | 71     | 17     |

## Interlandcarrière

### Nederland onder 15
Op 28 maart 2016 debuteerde Van Olst bij het Nederland –15 in een vriendschappelijke wedstrijd tegen Tsjechië –15 (0–0).
| Interlands van Marushka van Olst | Interlands van Marushka van Olst | Interlands van Marushka van Olst | Interlands van Marushka van Olst | Interlands van Marushka van Olst | Interlands van Marushka van Olst |
| №                                | Datum                            | Wedstrijd                        | Uitslag                          | Soort Wedstrijd                  | Doelpunten                       |
| Als speelster bij FC Twente      | Als speelster bij FC Twente      | Als speelster bij FC Twente      | Als speelster bij FC Twente      | Als speelster bij FC Twente      | Als speelster bij FC Twente      |
| -------------------------------- | -------------------------------- | -------------------------------- | -------------------------------- | -------------------------------- | -------------------------------- |
| 1.                               | 28 maart 2016                    | Tsjechië – Nederland             | 0 – 0                            | Vriendschappelijk                | 0                                |
| 2.                               | 30 maart 2016                    | Tsjechië – Nederland             | 0 – 0                            | Vriendschappelijk                | 0                                |
| 3.                               | 27 april 2016                    | Zweden – Duitsland               | 3 – 3                            | Vriendschappelijk                | 0                                |
| 4.                               | 29 april 2016                    | Nederland – België               | 2 – 0                            | Vriendschappelijk                | 0                                |